# 갈리아 제국
갈리아 제국(Imperium Galliarum 임페리움 갈리아룸[*])는 로마 제국의 제3세기의 혼란기에 갈리아 지역에 260년부터 274년까지 14년간 존재했던 독립국의 이름이다. 갈리아, 혹은 갈리아-로마제국은 로마로부터 독립해 떨어져 나온 속주들로 구성되었다. 이 영역은 현재의 프랑스, 에스파냐, 포르투갈, 벨기에, 룩셈부르크, 네덜란드 및 독일의 라인강 서쪽 지역에 해당한다.

## 갈리아 제국의 역사
갈리아 제국의 성립은 발레리아누스 황제가 사산조 페르시아와의 전쟁 중 페르시아인들에게 생포당하는 위기 속에서 일어났다. 발레리아누스의 아들이자 공동 황제였던 갈리에누스는 판노니아의 총독들이 일으킨 반란을 진압하기 위해 도나우강 일대로 향했고, 게르마니아 인페리오르와 게르마니아 수페리오르의 모든 병권은 포스투무스에게 맡겨졌다.
포스투무스는 갈리아 제국을 선언하고 수도를 아우구스타 트레비로룸, 현재 독일의 트리어로 정한 뒤 로마 제국의 것과 유사한 원로원, 2명의 집정관, 호민관들로 운영되는 정부를 세웠다. 포스투무스 자신은 갈리아 제국 집정관에 5회에 걸쳐 당선되었다.

### 갈리아 황제 목록
- 포스투무스 260년-268년
- 라엘리아누스 268년, 찬탈자
- 마르쿠스 아우렐리우스 마리우스 268년
- 빅토리누스 268년-270년
- 도미티아누스 270년, 찬탈자
- 테트리쿠스 1세 270년-273년
  - 테트리쿠스 2세 270년-273년 - 테트리쿠스 1세의 아들이자 부제(Caesar).

## 갈리아 제국의 속주
- 갈리아 루그두넨시스
- 갈리아 나르보넨시스
- 갈리아 벨기카
- 아퀴타니아
- 브리타니아
- 히스파니아 타라고넨시스
- 히스파니라 루시타니아
- 히스파니아 바이티카
- 게르마니아 인페리오르
- 게르마니아 수페리오르

## 같이 보기
- 바가우다이